# José María Campo Serrano
José María Campo Serrano (8 tháng 9 năm 1832 – 6 tháng 1 năm 1915) là một luật sư, tướng lĩnh và chính khách người Colombia, người trở thành Tổng thống Colombia sau khi Tổng thống từ chức và miễn nhiệm Phó Tổng thống. Ông đã trừng phạt Hiến pháp năm 1886 tạo ra Cộng hòa Colombia tiến hành Hoa Kỳ Colombia. Samarian Costeño, ông trở thành chủ tịch của Quốc gia có chủ quyền Magdalena và Antioquia, Thống đốc Panama, và tổ chức khác nhau Bộ trong suốt sự nghiệp của mình như là một nhà chính trị.

## Cuộc sống và giáo dục sớm
José María Campo sinh ngày 8 tháng 9 năm 1832 tại Santa Marta, Magdalena, nơi sau đó là Cộng hòa New Granada. Ông là con đầu lòng của Andrés del Campo và María Josefa Serrano, và anh trai của Juan Campo Serrano (người cũng đã ký hiến pháp năm 1886 với tư cách là đại biểu của bang Bolivar). Ông đã hoàn thành việc học của mình tại Seminario Conc lạ de Santa Marta, và sau đó tham dự Colegio Province Santander, nơi ông học Luật và Triết học.
Ông đã kết hôn với Rosa Riascos García.